# Anzenchitai III ~Dakishimetai
Anzenchitai III ~Dakishimetai (安全地帯 III 〜抱きしめたい) es el tercer álbum de estudio de la banda japonesa Anzen Chitai. Fue publicado el 1 de diciembre de 1984 por Kitty Records, y fue lanzado sólo 7 meses después de su álbum anterior, Anzenchitai II. 
La letra fue escrita por Yōsui Inoue y Gorō Matsui, mientras que todas las canciones fueron compuestas por Kōji Tamaki. Katsu Hoshi y Shohei Kaneko se desempeñaron como productores del álbum. La grabación tuvo lugar en KRS Studio y Kitty Izu Studio desde septiembre hasta noviembre de 1984, con el letrista Matsui acompañándolos.
Se incluye «Koi no Yokan», que fue lanzada como sencillo principal, y la canción alcanzó el puesto número 3 en la lista de sencillos de Oricon, vendiendo aproximadamente 436,000 copias y convirtiéndose en el segundo mayor éxito de la banda, por debajo de «Wine Red no Kokoro». Anzenchitai III ~Dakishimetai alcanzó el puesto número 3 en la lista de álbumes de Oricon, y también alcanzó el número 3 en las listas anuales de 1985.

## Antecedentes
El sencillo «Wine Red no Kokoro», lanzado el 25 de noviembre de 1983, alcanzó el número 1 en la lista de Oricon en marzo de 1984, y la canción también se utilizó como canción comercial para Akadama Punch de Suntory. Su segundo álbum de estudio, Anzenchitai II, lanzado el 1 de mayo, contó con Gorō Matsui en lugar de Yukio Matsuo. El álbum alcanzó el puesto número 2 en la lista de Oricon y se convirtió en un éxito, vendiendo 545.000 copias.

## Recepción de la crítica
Tower Records Online comentó: “Como resultado de los arreglos simples, básicos y cuidadosamente elaborados, las canciones no se ven afectadas por el paso del tiempo. Es asombroso”. El sitio web CD Journal declaró: “Todas las canciones de Kōji Tamaki parecen tener una sensación de rock melancólico, y de alguna manera el punto parece ser tristeza, que es similar a «Hotel California» de los Eagles”. También elogió el “impresionante sonido misterioso” y “voz susurrante” de «Y No Tension». El álbum ocupó el primer lugar en una encuesta de popularidad de álbumes de Anzen Chitai.

## Rendimiento comercial
La versión de LP alcanzó el puesto número 3, manteniéndose en la lista durante 36 semanas y vendiendo 480,000 copias, mientras que la versión de casete alcanzó la posición número 1, se mantuvo durante 51 semanas y vendió 301,000 copias, para un total acumulado de 781,000 copias vendidas. El álbum permaneció en el puesto número 3 en las listas anuales de álbumes de Oricon en 1985.

## Lista de canciones
Todas las letras escritas por Gorō Matsui, excepto donde esta anotado, toda la música compuesta por Kōji Tamaki. 
| Lado uno |                                                 |          |  |
| N.º      | Título                                          | Duración |  |
| 1.       | «Y No Tension» (yのテンション)                  | 3:29     |  |
| 2.       | «Lazy Daisy»                                    | 3:46     |  |
| 3.       | «Happiness»                                     | 3:46     |  |
| 4.       | «Blue ni Naiteiru» (ブルーに泣いてる)           | 3:25     |  |
| 5.       | «Koi no Yokan» (恋の予感) (letras: Yōsui Inoue) | 4:41     |  |

| Lado dos |                                 |          |  |
| N.º      | Título                          | Duración |  |
| 1.       | «Kiss Kara» (Kissから)          | 4:10     |  |
| 2.       | «Kaze» (風)                     | 3:59     |  |
| 3.       | «Atelier» (アトリエ)            | 3:06     |  |
| 4.       | «Ecstasy» (エクスタシー)        | 3:25     |  |
| 5.       | «Hitomi wo Tojite» (瞳を閉じて) | 3:21     |  |

## Posicionamiento

### Gráfica semanal
| Gráfica (1985)                          | Pico de posición |
| --------------------------------------- | ---------------- |
| Japón (Oricon Albums Chart) (Cassettes) | 1                |
| Japón (Oricon Albums Chart) (LPs)       | 3                |

### Gráfica de fin de año
| Gráfica (1985)              | Pico de posición |
| --------------------------- | ---------------- |
| Japón (Oricon Albums Chart) | 3                |